# Regiunea Hanovra
Regiunea Hanovra (germană: Region Hannover) este o comunitate cu un statut aparte; ea a luat naștere în anul 2001 din districtul Hanovra și orașul Hanovra (Hannover).

## Orașe si comune
(Locuitori la 30. iunie 2006)
| - Barsinghausen, oraș (34.160) - Burgdorf, oraș (29.984) - Burgwedel, oraș (20.440) - Garbsen, oraș (63.073) - Gehrden, oraș (14.782) - Hanovra (Hannover), capitala, oraș (515.559) - Hemmingen, oraș (18.642) - Isernhagen (22.643) - Laatzen, oraș (40.019) - Langenhagen, oraș (51.004) - Lehrte, oraș (43.819) | - Neustadt am Rübenberge, oraș (45.717) - Pattensen, oraș (13.901) - Ronnenberg, oraș (23.212) - Seelze, oraș (33.089) - Sehnde, oraș (22.622) - Springe, oraș (29.781) - Uetze (20.310) - Wedemark (29.165) - Wennigsen (Deister) (14.102) - Wunstorf, oraș (41.884) |

## Partide politice
| Presedinte Hauke Jagau (SPD) | 1 loc     |
| SPD                          | 33 locuri |
| CDU                          | 30 locuri |
| Grüne                        | 9 locuri  |
| FDP                          | 6 locuri  |
| DAS LINKSBÜNDNIS             | 3 locuri  |
| REP                          | 1 loc     |
| BürgerForum                  | 1 loc     |
| BSG                          | 1 loc     |